# Bonifatius VII
Bonifatius VII, född Francone i Rom, död 20 juli 985, var motpåve från juni till juli 974 och påve (men icke erkänd historiskt) från den 20 augusti 984 till den 20 juli 985.
Han utsågs till kardinaldiakon av Johannes XIII. År 974 utropades han till påve av adelspartiets ledare Crescentius den äldre, men blev redan efter några veckor tvungen att fly till Konstantinopel. 
I april 984 återvände han till Rom och avsatte påven Johannes XIV, vilken han kort därefter lät mörda. Bonifatius VII blev dock själv mördad efter endast elva månaders pontifikat.